# XVIII. Armeekorps
XVIII. Armeekorps var en tysk armékår under andra världskriget. Kåren sattes upp den 1 april 1938.

## Invasionen av Polen 1939

### Organisation
Armékårens organisation den 1 september 1939:
- 3. Gebirgs-Division
- 4. leichte Division
- 2. Panzer-Division

## Befälhavare
Kårens befälhavare:
- Generalleutnant Hermann von Speck 5 juni 1940–15 juni 1940

Stabschef:
- Oberst Hubert Lanz 15 februari 1940–25 oktober 1940